# Cesto
Der Cesto war eine Masseneinheit (Gewichtseinheit) in Bolivien und entsprach einem Korb. Dieser gilt als altspanisches Maß und wurde noch nach der Einführung des metrischen Systems geduldet. Vorzugsweise wurden Kokablätter mit dem Cesto gehandelt.
1 Cesto = 1 Arroba = 25 Libras = 11,5 Kilogramm (11,502322 Kilogramm)